# Nico González
Nicolás González Iglesias (Corunha, 3 de janeiro de 2002), mais conhecido como Nicolás González ou pelo apelido Nico, é um futebolista espanhol que atua como meio-campista. Atualmente, defende o Manchester City.

## Carreira

### Início
Nico González nasceu em Corunha, na região da Galícia, na Espanha. Iniciou sua trajetória esportiva no tradicional Atlético Coruña Montañeros, de sua cidade natal, aos seis anos, por intermédio de seu tio José Rámon González, ex-futebolista que treinou o clube. Nico chamava a atenção na base do clube por sua competitividade, e destacava-se tanto que embora nascido em 2002, jogava na categoria de 1999.

### Barcelona
Após o destaque no Montaneros, Nico recebeu uma proposta para atuar no Barcelona no final de 2012 e migrou para o clube catalão, aos 11 anos. A transferência poderia ter ocorrido uma temporada antes, entretanto após consenso entre o clube e seu pai, o ex-jogador e ídolo do Deportivo La Coruña, Fran González, decidiu-se que ainda era jovem para transferir-se.
Nas categorias de base, foi multicampeão pelas categorias que atuou, onde conquistou os títulos nacionais do Infantil B (2013–14), Cadete B (2015–16), Cadete A (2016–17 e 2017–18) e Juvenil A (2019–20). Em 19 de maio de 2019, fez sua estreia pelo time B na última rodada da Segunda División B na derrota por 2–1 par o Castellón. Nico entrou aos 89 minutos no lugar de Kike Severio. A partir de 1 de fevereiro de 2021, havia sido oficialmente integrado ao time B do clube.
Renovou seu contrato com Barcelona em 12 de maio de 2021, até 30 de junho de 2024. À época, González era titular do Barcelona B e havia atuado em 22 partidas com duas assistências concedidas. Com as boas atuações, foi incluído no elenco comandado por Ronald Koeman que iria disputar a pré-temporada. Fez sua estreia em 24 de julho de 2021, num amistoso vencido por 3–1 sobre o Girona, entrando no segundo tempo no lugar de Miralem Pjanić.

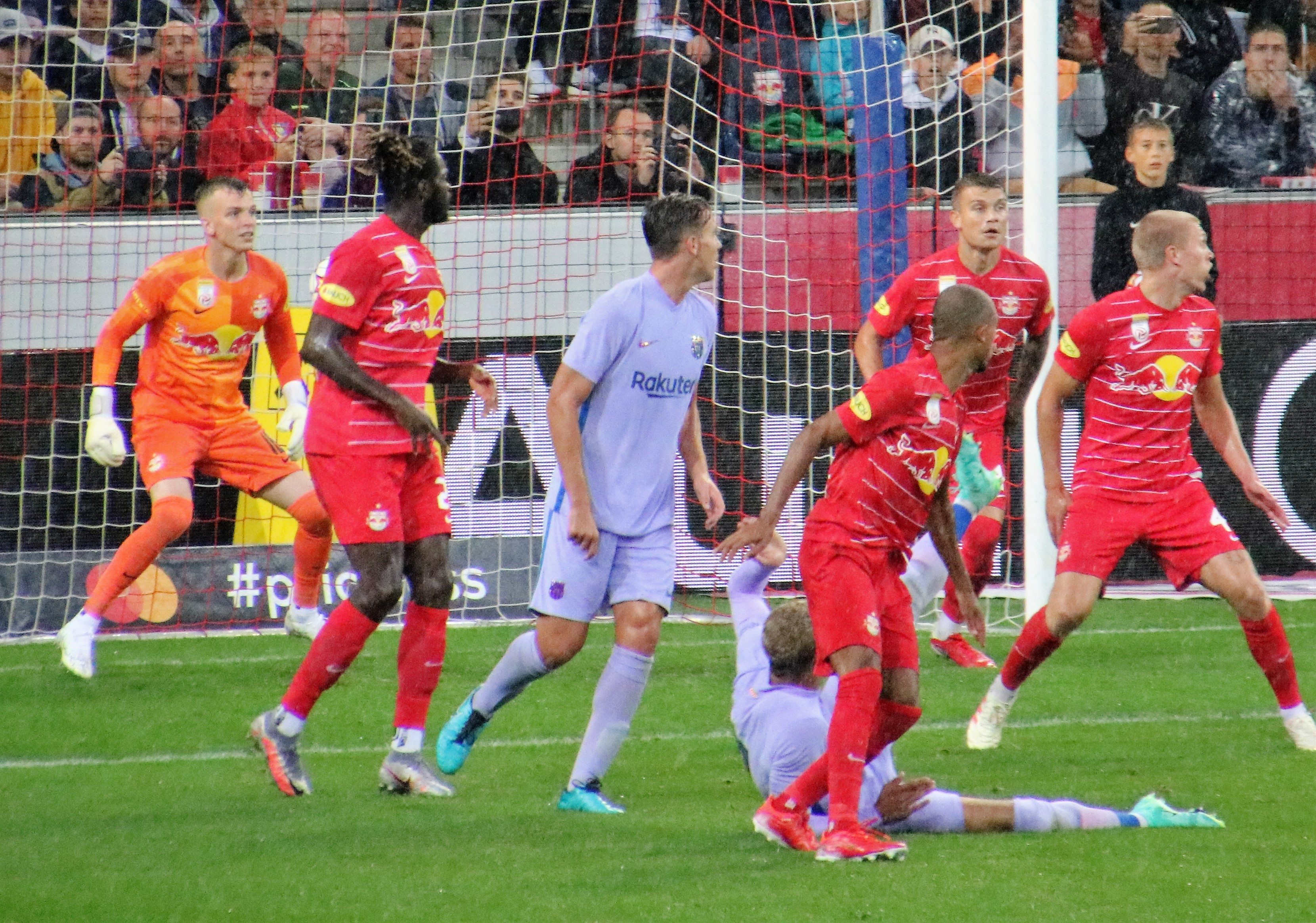
González em atuação pelo Barcelona contra o RB Leipzig em 2021

Fez sua estreia oficial pelo clube blaugrana em 17 de agosto de 2021, na 1ª rodada da La Liga, numa vitória diante da Real Sociedad por 4–2, alçado por Koeman. Nico entrou aos 83 minutos lugar de Sergio Busquets.
Em 11 de dezembro de 2021, marcou seu primeiro gol com a camisa do clube no empate de 2–2 com Osasuna na 18ª rodada do Campeonato Espanhol, em 17º jogo. Durante a temporada 2021–22, González entrou em quase todas as partidas do clube na temporada, mas atuava em poucos minutos das partidas.
Atuou ao todo em 37 partidas pelo Barcelona, com dois gols e duas assistências. Antes de ser emprestado ao Valencia, renovou seu contrato com o clube culé em 2026, em agosto de 2022.

### Valencia
Em 13 de agosto de 2022, foi anunciado como novo reforço do Valencia por empréstimo até 30 de junho de 2023. Fez sua estreia um dia depois, na vitória por 1–0 ante o Girona na primeira rodada da La Liga, entrando aos 72 minutos no lugar de Samu Castillejo.
Marcou seu primeiro gol com a camisa do clube de Valência na goleada por 5–1 sobre o Getafe, na 4ª rodada do Campeonato Espanhol, fazendo o quarto gol de cabeça. Esta foi também sua estreia como titular na equipe.
Entretanto, sofreu uma lesão no dedo no pé esquerdo contra o Villarreal em 31 de dezembro de 2021, que o fez ser baixa na equipe por dois meses. Embora tenha perdido dez partidas na temporada, González a titularidade nos últimos jogos da temporada e voltou em sua melhora forma, onde atuou em onze seguidos como titular. Ao todo, foram 26 partidas com um gol feito e uma assistência. Além do Valencia, outras equipes também tinham Interesse em contar com atleta, que retornou ao Barcelona ao fim do empréstimo devido ao técnico Xavi Hernandez contar com sua presença na pré-temporada nos Estados Unidos.

### Porto
Em 29 de julho de 2023, o Barcelona anunciou sua transferência e o Porto apresentou-o como novo reforço, tendo González assinado contrato até 2028 com uma cláusula de recisão 60 milhões de euros. O valor da transferência acordado foi de 8,5 milhões de euros mais 40% de uma venda futura, com o Barcelona ainda acertado uma taxa de recompra do atleta por 30 milhões de euros até 30 de junho de 2025.
Nico fez sua estreia pelo Dragão em 13 de agosto de 2023, na vitória por 2–1 sobre o Moreirense. Entrou aos 70 minutos no lugar de Romário Baró.
No dia 8 de março de 2024, marcou seu primeiro gol pelo Porto numa vitória por 3–0 sobre o Portimonense.
Em sua primeira temporada pelo clube português, sagrou-se campeão da Taça de Portugal ao bater o Sporting por 2–1 em 26 de maio na final, tendo atuado como titular. Este foi também seu primeiro título na carreira.

### Manchester City
Após boas atuações no Porto, em 3 de fevereiro de 2025 o Manchester City anunciou a contratação do meio campista como reforço para a a temporada 2024-25. O jogador deixa o Porto por 60 milhões de euros — R$ 362,8 milhões na cotação atual. Ele assinou contrato com o clube inglês até 2029. O Barcelona, que revelou o meio-campista, fica com 40% do valor total da transferência.

## Seleção Espanhola

### Sub-19
González foi convocado para o lugar de Ilaix Moriba (também jogador do Barcelona na época) em 18 de fevereiro de 2021 para um mini torneio preparatório para o Campeonato Europeu da categoria.

### Sub-21
Foi convocado para dois amistosos contra Eslováquia e Bélgica, nos dias 21 e 26 de março, respectivamente. Contudo, acabou lesionando-se e foi substituído por Pablo Torre.

### Principal
Em junho de 2023, foi chamado pelo técnico Luis de la Fuente para compor os treinos de preparação para a semifinal da Liga das Nações da UEFA.

## Estilo de jogo
Considerado como um dos sucessores de Sergio Busquets, ídolo do Barcelona, pelo estilo parecido, Nico González como atributos de destaque sua altura elevada (1,88 m), tendo características mais centrais do que defensivas, capacidade de condução de bola e criar superioridade numérica no ataque, ser bom nos duelos individuais e no acerto de seus passes.

## Vida pessoal
É filho do ex-futebolista Fran González, ídolo do Deportivo La Coruña, onde foi capitão da equipe conhecida como "Super Depor", e sobrinho de José Rámon González, também ex-futebolista e treinador que comandou-o no seu primeiro clube, o Montañeros.

## Títulos

### Porto
- Taça de Portugal: 2023–24
- Supertaça Cândido de Oliveira: 2024